# تيم بيكوك
تيم بيكوك (بالإنجليزية: Tim Pocock)‏ هو ممثل أسترالي، ولد في 24 أكتوبر 1985 بسيدني في أستراليا.

## أعمال

### أفلام
- (2009)  وولفرين[4][5][6][7]

## وصلات خارجية
- تيم بيكوك على موقع IMDb (الإنجليزية)
- تيم بيكوك على موقع ألو سيني (الفرنسية)
- تيم بيكوك على موقع ميوزك برينز (الإنجليزية)
- تيم بيكوك على موقع أول موفي (الإنجليزية)
- تيم بيكوك على موقع قاعدة بيانات الأفلام السويدية (السويدية)
- تيم بيكوك على موقع قاعدة بيانات الفيلم (الإنجليزية)